# میگل لیتین
میگل لیتین کوکومیده (انگلیسی: Miguel Littin Cucumides؛ زادهٔ ۹ اوت ۱۹۴۲) فیلم‌نامه‌نویس و کارگردان فیلم اهل شیلی است.
از فیلم‌ها یا مجموعه‌های تلویزیونی که وی در آن‌ها نقش داشته است می‌توان به نامه‌هایی از ماروسیا اشاره نمود.